# 硫酸トリグリシン
硫酸トリグリシン(英: Triglycine sulfate、略称TGS、硫酸グリシン、硫酸三グリシンとも呼ばれる)は(NH2CH2COOH)3·H2SO4という組成式であらわされる化合物である。通称としてTGSが良く用いられる。プロトン化したグリシンと硫酸イオンで形成される塩である。水素イオンを重水素置換したものをDTGSと呼ぶ。TGSとDTGS結晶は焦電体であり、強誘電体である。赤外分光法において、検出器として用いられる。

## 結晶構造と物性

TGSの結晶構造。水素原子は省略されている。

TGS結晶は硫酸と三当量以上のグリシンを含む水溶液を蒸発乾固することにより得られる。結晶構造は極性を持った空間群P21に属し、室温において焦電効果および強誘電性をもつ。（b軸（010)方向に自発分極を示す。）強誘電体におけるキュリー温度はTGSで49 °C 、DTGSで 62 °C である。結晶中にはSO42–, 2(N+H3CH2COOH)（図ではG1およびG2）、 N+H3CH2COO–（図ではG3）の3種のグリシンが水素結合によって会合している。これらの結合は水などの極性溶媒中では解離するために、親水性を示す。このため、TGS結晶は水によるエッチングが容易に行える。b軸に沿ってG1-SO4とG2-G3が交互に層構造をなす。同一の化学組成を有する最近接層は、b軸周りに互いに対して180°回転している。

## References
1. ↑  Kwan-Chi Kao (2004). Dielectric phenomena in solids: with emphasis on physical concepts of electronic processes. Academic Press. pp. 318–. ISBN 978-0-12-396561-5 2011年5月12日閲覧。
2. 1 2 3  Subramanian Balakumar and Hua C. Zeng (2000). “Water-assisted reconstruction on ferroelectric domain ends of triglycine sulfate (NH2CH2COOH)3·H2SO4 crystals”. J. Mater. Chem. 10:  651–656. doi:10.1039/A907937H.
3. ↑  Pandya, G. R.; Vyas, D.D (1980). “Crystallization of glycine-sulfate”. Journal of Crystal Growth 5 (4):  870–872. Bibcode: 1980JCrGr..50..870P. doi:10.1016/0022-0248(80)90150-5.
4. ↑  Choudhury, Rajul Ranjan; Chitra, R. (2008). “Single crystal neutron diffraction study of triglycine sulphate revisited”. Pramana 71 (5):  911–915. Bibcode: 2009Prama..71..911C. doi:10.1007/s12043-008-0199-5.
5. ↑  Wood, E.A.; Holden, A.N. (1957). “Monoclinic glycine sulfate: crystallographic data”. Acta Cryst. 10:  145–146. doi:10.1107/S0365110X57000481.